# Nicolau II de Rússia

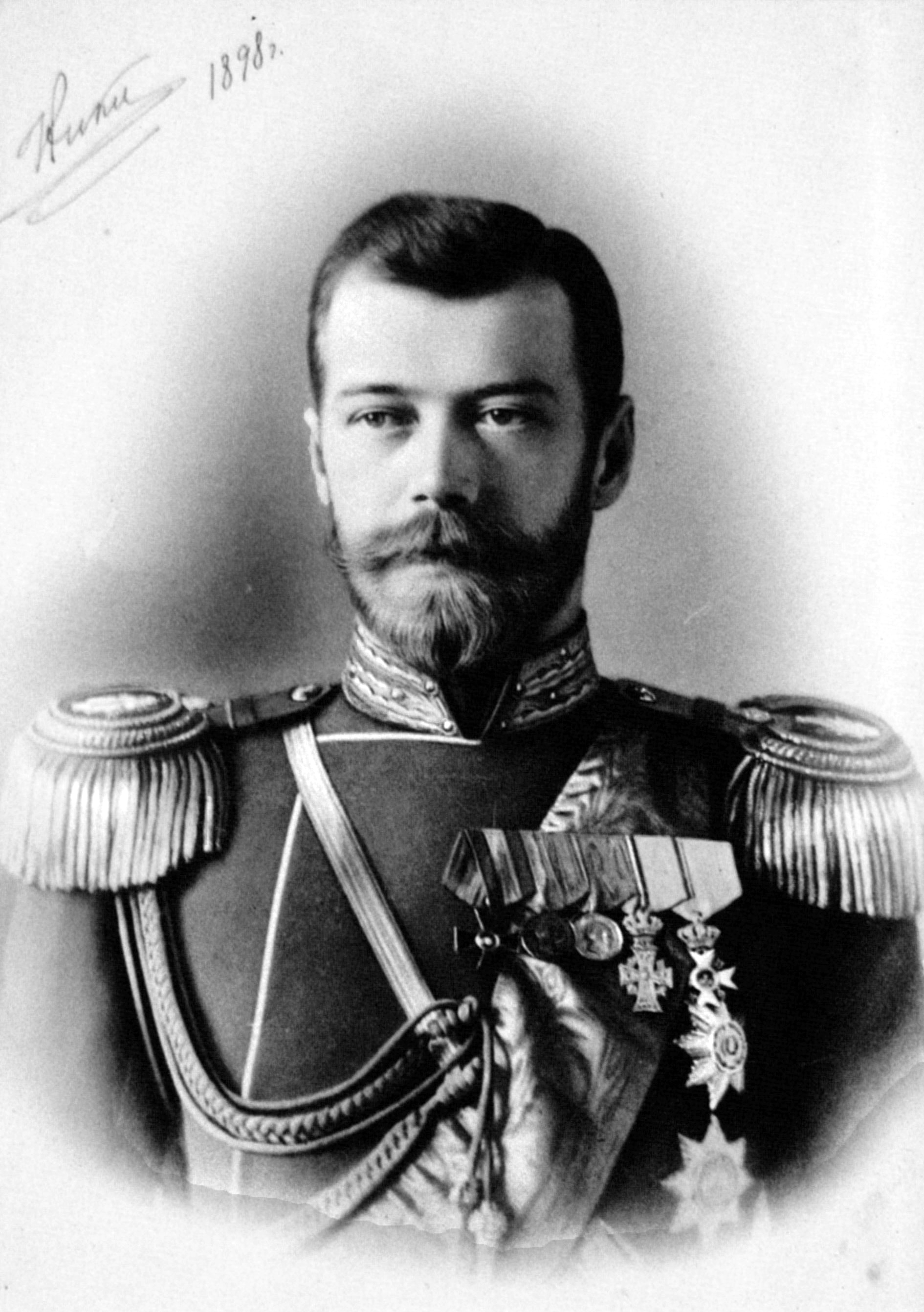
El tsar Nicolau II al 1898.

Nicolau II de Rússia (rus: Николай II Александрович)  (Puixkin, 18 de maig de 1868 - Iekaterinburg, 17 de juliol de 1918), nom amb patronímic Nikolai II Aleksàndrovitx, fou l'últim tsar de Rússia. Fou assassinat juntament amb la seva família a la casa Ipàtiev de Iekaterinburg. Governà de forma autocràtica el país des del 1894 fins al 1917.

## Naixement i família
Va néixer al palau reial de Tsàrskoie Seló, prop de la capital imperial, Sant Petersburg. Fill del tsarévitx, i després tsar, Alexandre III de Rússia i de la princesa Dagmar de Dinamarca. Era net, per via paterna, del tsar Alexandre II de Rússia i de la princesa Maria de Hessen-Darmstadt. I per via materna, ho era del rei Cristià IX de Dinamarca i de la princesa Lluïsa de Hessen-Kassel.
Nicolau tenia llaços de parentiu amb la majoria de les cases reials europees. Així, era cosí en primer grau del rei Jordi V del Regne Unit, del rei Cristià X de Dinamarca, del rei Haakon VII de Noruega, del rei Constantí I de Grècia, del duc Ernest August de Hannover i de la princesa Helena de Grècia.

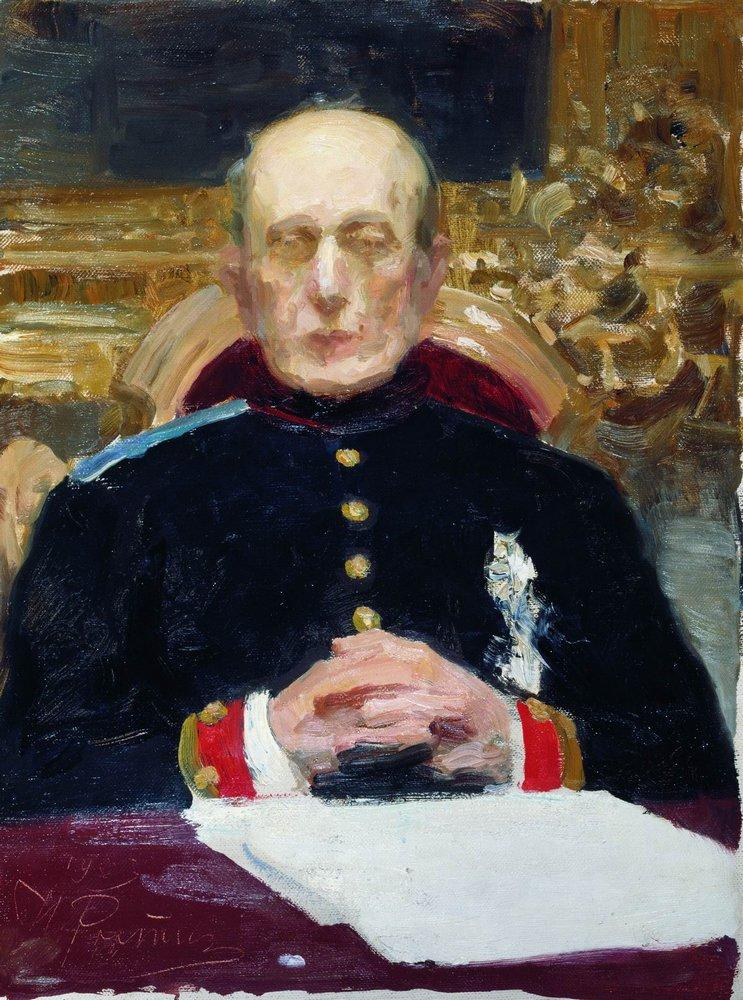
Konstantin Pobedonostsev per Ilià Repin 1903

El futur emperador Nicolau II va ser educat en els rígids cànons de la cort russa i en un marcat aïllament de l'agitada i convulsa situació interna de l'imperi. La seva infància va transcórrer en el regnat del seu avi Alexandre II, i després del seu assassinat, el seu pare va pujar al tron i ell va esdevenir hereu. El seu tutor oficial va ser Konstantin Pobedonostsev, gràcies al qual Nicolau va aprendre les conviccions autocràtiques del seu pare Alexandre III, i la doctrina de l'origen diví del poder del tsar. Va ser educat com un aristòcrata i va obtenir una gran cultura i una acurada educació; a més, gràcies als viatges a Anglaterra, el Japó i l'Índia, efectuats durant la seva joventut, i al seu parentiu amb la reialesa britànica, parlava molt bé l'anglès, el francès - en aquell temps era la llengua preferida entre l'alta societat russa - i l'alemany. Un fet destacable era la notable semblança física que mantenia amb el futur rei Jordi V del Regne Unit. Moltes vegades ambdós feien broma i es canviaven les vestimentes per imitar els seus rols respectius. Home atractiu, va tenir alguns amors de joventut, com ara la ballarina Mathilde Kschessinska, però es va enamorar d'una de les netes de la reina Victòria I, la princesa Alix de Hessen-Darmstadt, a la qual deia Sunny, amb qui va establir una relació molt romàntica i duradora.

## Personalitat
En el moment d'assumir el govern, Nicolau II no tenia la forta personalitat del seu pare Alexandre III, ni la preparació mínima requerida per a una Rússia convulsa, amb conflictes latents i que ocupava una aresta preponderant en l'àmbit internacional.
Una de les causes principals va ser que el seu pare, no el va formar a temps per prendre el paper de tsar, especialment en el tema de les relacions internacionals i dels assumptes interns. En efecte, Nicolau II era, fins al moment de la prematura mort del seu pare, tractat gairebé com un nen. Tant és així que en el mateix moment d'assumir el poder va manifestar a una persona de confiança que: 
| « | - No estic preparat per ser tsar, mai no vaig voler ser-ho. No sé res de l'art de governar, ni tan sols sé la forma amb què he de parlar als ministres ... | » |

Nicolau realitzà un viatge al Japó i ho feu en companyia del seu cosí, el príncep Jordi de Grècia, i a Ōtsu un anarquista intentà assassinar el tsarévitx l'11 de maig de 1891, per bé que una ràpida acció del seu cosí impedí el magnicidi.
El tsar Nicolau II, al contrari que el seu pare, que era un home de personalitat enèrgica, era de naturalesa abstreta, honrat i meticulós, essencialment tímid, romàntic, idealista, i amb un caràcter pacífic. Va ser molt manipulat pels seus oncles, i més endavant pel Kàiser Guillem II, que es van aprofitar del nou i immadur governant per treure'n partit a favor de les seves conveniències. Incapaç d'enfrontar-se obertament als seus ministres o de discrepar i discutir cara a cara amb persones que mantinguessin opinions contràries a les seves, preferia fer ús de la seva subtil cavallerositat per fer-se entendre quan alguna cosa li desagradava. Li agradaven les obres de teatre, l'ambient grat de la família, la música, les marxes militars i navegar amb el iot imperial Standart. Si bé es pot qüestionar la seva personalitat com a tsar, com a pare era un model d'excepció per als seus fills i un entregat marit per a l'emperadriu Alexandra.

## Ascens al tron

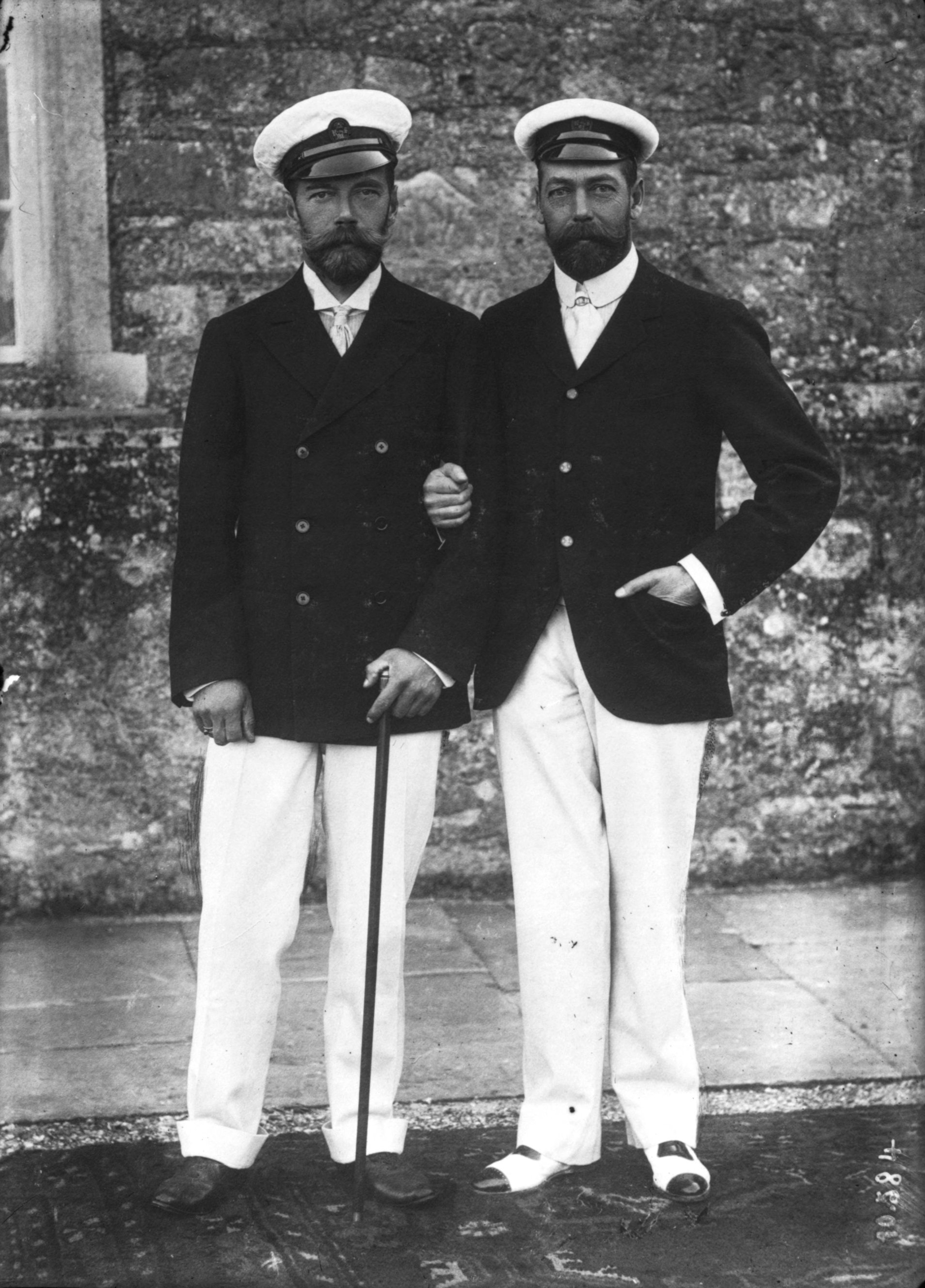
Nicolau i el seu cosí, el futur Jordi V d'Anglaterra.

El 1894, i després d'unes complicacions derivades d'una nefritis, va morir el seu pare, Alexandre III, l'1 de novembre; i passat el període de dol protocol·lari, Nicolau va ser coronat com a successor i va adoptar el nom de Nicolau II. D'acord amb les seves pròpies paraules, no tenia formació política, i ho ignorava tot sobre el govern de l'imperi. Ell mateix es va referir a la seva ingenuïtat en ser coronat tsar el novembre del 1894. Fins i tot el seu mateix pare dubtava de la seva habilitat per administrar i mantenir un territori de 23 milions de km².
La influència dels seus oncles paterns, especialment d'en Sergei Aleksandrovitx Romanov, Gran Almirall de l'Armada, tindria en això un agafador, i les intrigues cortesanes pesarien en gran manera en l'acció del nou tsar, que al principi va haver de suportar manipulacions dels seus propis oncles.
Poc després de la seva coronació, el 26 del mateix mes, va contreure matrimoni amb Alix de Hessen, que havia pres el nom d'Alexandra Hessen-Darmstadt en convertir-se a l'ortodòxia.

## Casament i descendència

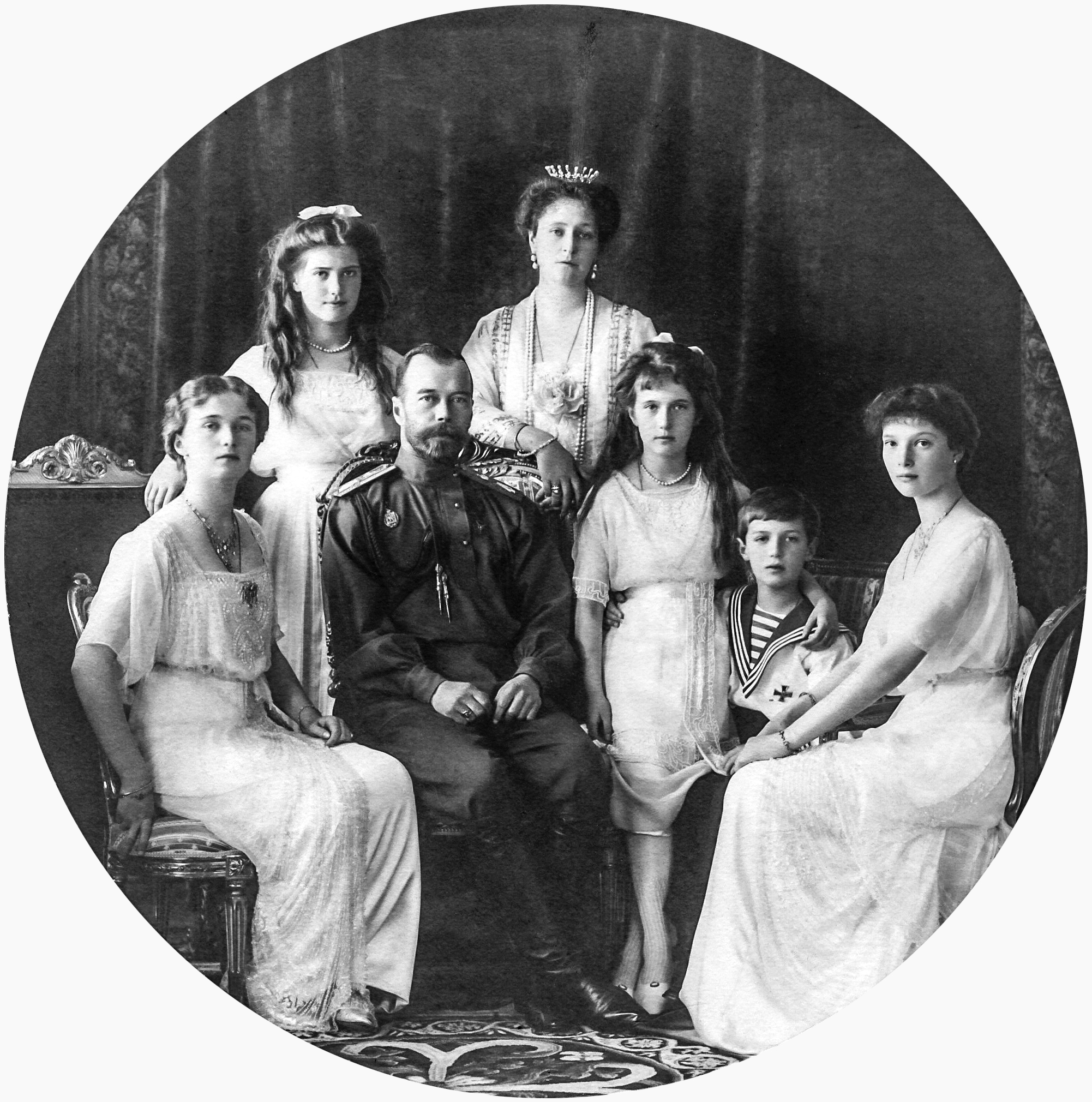
Nicolau i la seva família, 1913

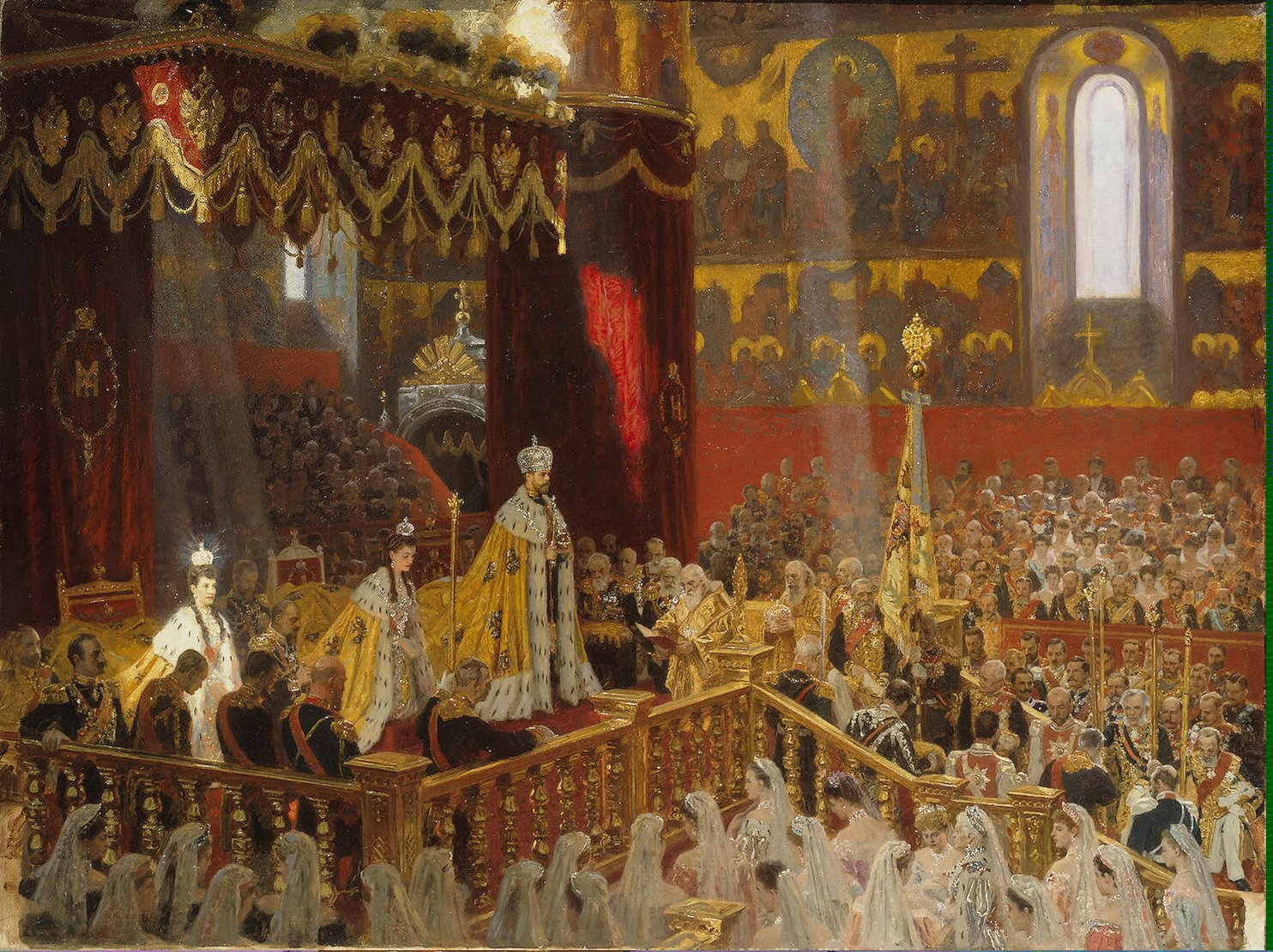
Coronació dels tsars

Seguint la política d'apropament a França, iniciada per Rússia durant el regnat del tsar Alexandre III de Rússia per tal d'evitar l'aïllament a què l'Alemanya d'Otó von Bismarck havia sotmès ambdós països, Alexandre cregué convenient que el tsarévitx es casés amb una princesa de la casa reial dels Orleans de França. A més, aquest també era un desig de la tsarina, ja que el seu germà petit, el príncep Valdemar de Dinamarca, també s'havia maridat amb una princesa orleanista.
Ara bé, Nicolau caigué bojament enamorat d'una cosina seva, la princesa Alexandra de Hessen-Darmstadt. Alexandra era filla del gran duc Lluís IV de Hessen-Darmstadt i de la princesa Alícia del Regne Unit, raó per la qual la princesa era neta de la reina Victòria I del Regne Unit. Alexandre III rebutjà la unió, ja que significava trencar la tendència que des de la tsarina Caterina II de Rússia feia que tots els tsars es casessin amb princeses alemanyes. A més, una germana d'Alexandra Alix, la princesa Elisabet de Hessen-Darmstadt, ja estava casada dintre de la família imperial amb el gran duc Sergei de Rússia i això creava suspicàcies a la Cort quant a la creació d'un partit pro germànic. Finalment s'ha de tenir en compte que una de les principals polítiques tsaristes era el fonament del paneslavisme, que xocava frontalment amb el pangermanisme.

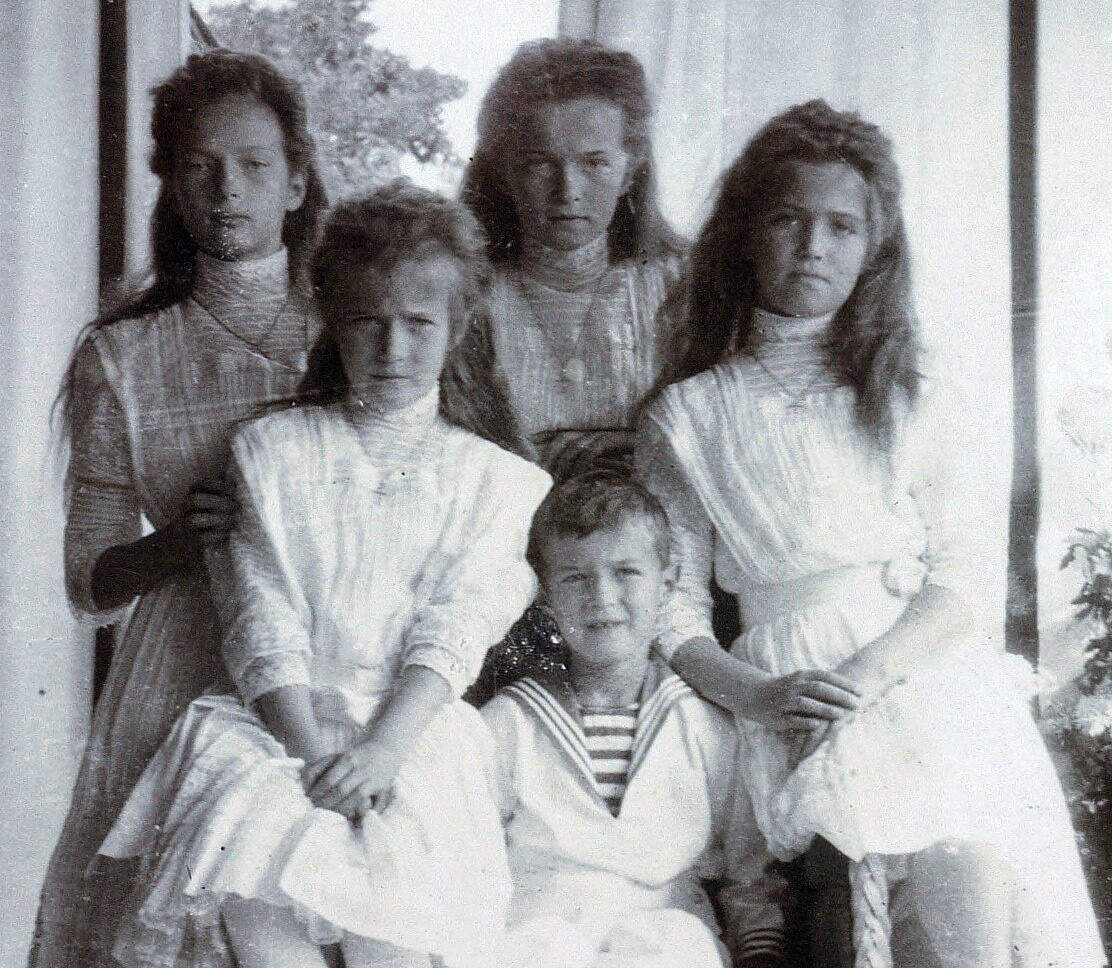
Els fills del tsar Nicolau l'any 1909

Malgrat tot, Alexandre III en el llit de mort, autoritzà el casament, que se celebrà el 26 de novembre del 1894. La parella tingué cinc fills:
- La gran duquessa Olga de Rússia, nascuda el 1895 a Sant Petersburg i morta el 1918 a Iekaterinburg.
- La gran duquessa Tatiana de Rússia, nascuda el 1897 a Sant Petersburg i morta el 1918 a Iekaterinburg.
- La gran duquessa Maria de Rússia, nascuda el 1899 a Sant Petersburg i morta el 1918 a Iekaterinburg.
- La gran duquessa Anastàsia de Rússia, nascuda el 1901 a Sant Petersburg i morta el 1918 a Iekaterinburg.
- El tsarévitx Partit Socialdemòcrata de Lituània, nascut el 1904 a Sant Petersburg i mort el 1918 a Iekaterinburg.

## Nicolau II i la Duma

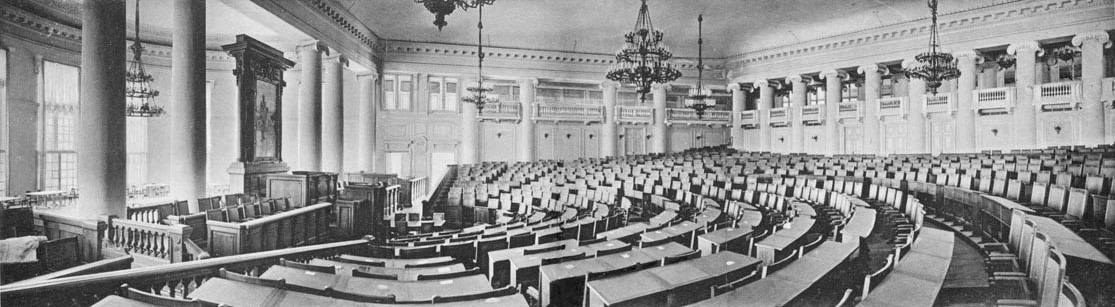
Duma d'Estat al Palau Tauride de Sant Petersburg

Sota la pressió de la Revolució russa de 1905, el 6 d'agost de 1905 Nicolau II va publicar un manifest sobre la convocatòria de la Duma Estatal, que inicialment se suposava que era un òrgan consultiu. En el Manifest d'Octubre el tsar es va comprometre a introduir llibertats civils bàsiques, a proporcionar una participació més àmplia en la Duma d'Estat i a dotar a la Duma de poders legislatius i de sobreseïment. Encara que Rússia era més un imperi que una democràcia, es compara formalment la Duma d'Estat amb la cambra baixa d'un parlament, comparant el Consell d'Estat de la Rússia Imperial amb la cambra alta.
No obstant això, Nicolau II estava decidit a retenir el seu poder autocràtic. Just abans de la creació de la Duma al maig de 1906, el tsar va promulgar les lleis fonamentals que contradeien el Manifest d'Octubre en diversos aspectes importants. S'indicava en part que els ministres del tsar no podien ser designats per la Duma i no havien de respondre davant d'ella, negant així el govern representatiu quant al poder executiu es refereix. A més, el tsar tenia el poder de dissoldre la Duma i anunciar noves eleccions quan així ho desitgés. L'elecció de la Primera Duma, que va començar a funcionar el juliol de 1906, va portar de nou a un grup significatiu de socialistes moderats i dels dos partits liberals, que demanaven reformes més àmplies. Va ser dissolta deu setmanes després. La primera Duma, amb una majoria de membres del Partit Constitucional Democràtic Rus (els Cadets) -d'orientació monàrquica i liberal- immediatament entrà en conflicte amb el tsar. Amb tot, les relacions inicials entre el tsar i el primer ministre, Sergei Witte, eren bones i si aquestes s'arribaren a frustrar, fou pel paper jugat per la tsarina. La situació política es deteriorà i Nicolau abolí la Duma. De Witte, incapaç de reformar la monarquia i el país, presentà la seva dimissió. Nicolau premià De Witte amb l'Orde de Sant Alexandre Nevski de diamants.
La segona Duma resultà tenir els mateixos problemes; el nou primer ministre, Pyotr Stolypin, descrit com un reaccionari, la dissolgué unilateralment i va canviar la llei electoral de cara a futures Dumes per tal que tinguessin un resultat més conservador. Stolypin tenia importants plans de reforma que implicaven possibilitar que gran part de la pagesia comprés lots de terra i així crear una classe lleial a la monarquia. Els seus plans, però, foren tallats de soca-rel pels membres més conservadors de la Cort, ja que tenien més influència sobre el tsar. Stolypin fou assassinat per un jove estudiant d'origen jueu en un teatre de Kíev.

## Política internacional

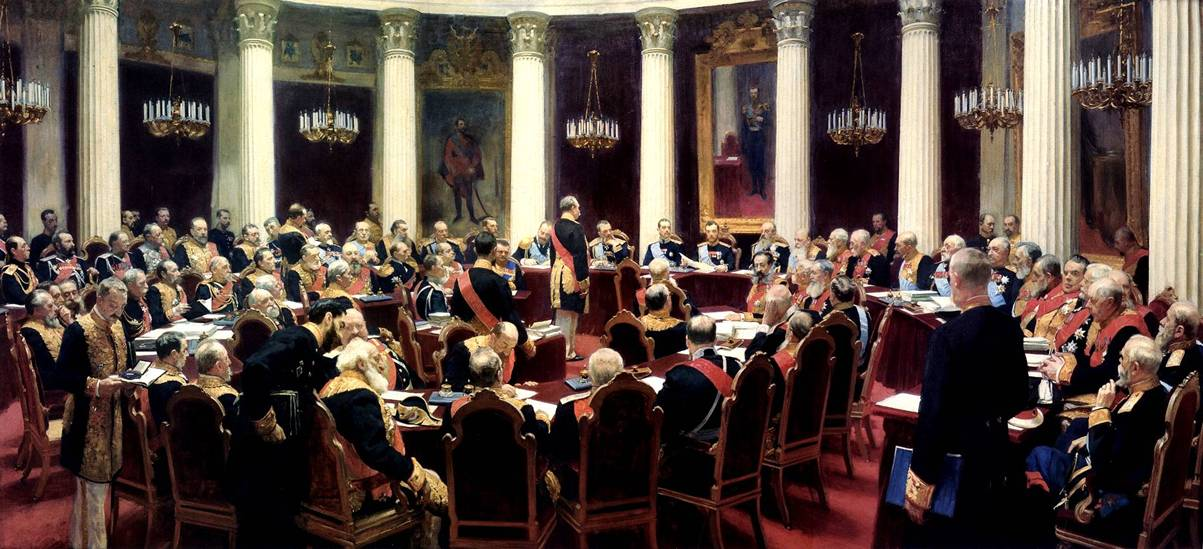
El tsar presideix el Consell d'Estat 27 de maig de 1901.

A instàncies dels seus consellers i, sobretot, manipulat pel seu cosí l'emperador alemany, Nicolau es va esforçar per estendre la seva influència a l'Àsia, una cursa en què va rivalitzar amb les potències occidentals imperialistes.
Va ordenar la intervenció de Rússia en la Guerra sino-japonesa de 1896, formant part de la amb Alemanya i França de la Triple Intervenció que va obligar el Japó a renunciar a la península de Liaodong va prometre mantenir la integritat territorial xinesa a canvi d'una aliança militar secreta i amb la Convenció per a l'arrendament de la península de Liaotung en 1898 la Xina es va veure obligada a arrendar l'extrem sud de la península de Liaodong, amb Port Arthur a Rússia per vint-i-cinc anys, obtenint així un port d'aigua calenta per a la seva flota del Pacífic, i permetre un extensió del Ferrocarril oriental xinès que Rússia construiria des del nord de Harbin fins a la ciutat portuària de Dalian.
Rússia va ocupar Manxúria el 1900 durant la Rebel·lió dels bòxers, i va convenir amb els britànics el repartiment de Pèrsia en esferes separades d'influència el 1907. Així mateix, va ser un dels principals promotors del desarmament, reflectit en el seu paper com a iniciador de les Conferències de la Haia de 1899 i 1907. Els intents per exercir una influència determinant a l'Europa Oriental i els Balcans com a cap d'un moviment paneslavista van donar lloc a múltiples conflictes i tensions internacionals, en virtut de l'alineament rus amb Sèrbia davant els interessos de l'Imperi Austrohongarès, però després de patir una primera derrota diplomàtica en la crisi de Bòsnia el 1908, les Guerres Balcàniques del 1912 i 1913 van posar fi de manera definitiva al control rus sobre la península balcànica.
Va establir noves relacions amb França, la seva més lleial aliada, i amb Alemanya, gràcies al seu estret parentiu amb l'emperador Guillem II; aquest últim va ser, de bon tros, el seu conseller de més confiança en matèria internacional, encara que molt manipulador, resultava evident per a qualsevol operador polític més sagaç que el tsar, que els seus consells estaven orientats a emprar la influència russa per controlar els interessos d'altres potències, moltes vegades en benefici directe d'Alemanya i soscavar l'aliança entre França i Rússia. A la llarga, la influència nefasta de Guillem II va ser la ruïna per a Nicolau II.

## Autocràcia i processos revolucionaris
En política interior, Nicolau va seguir la línia autocràtica dels seus antecessors, tot i que una mica més suau. Al marge de la seva intervenció directa, el seu país va tenir un procés d'industrialització accelerada que va permetre que Rússia entrés en l'era moderna, però que també va fer sorgir importants nuclis obrers en forma de sindicats. L'activitat revolucionària clandestina, que va cobrar l'ímpetu sota els mandats del seu avi i el seu pare, continuava accelerant-se durant el seu règim, i va culminar amb les revolucions dels anys 1905 i 1917.
La iniciativa del moviment liberal presentada al nou tsar, d'establir una constitució que fixés les normes de l'exercici del poder es va trobar, però, amb un rotund rebuig monàrquic; seguint el consell de Pobiedonostev, Nicolau es va mostrar sever amb el que va qualificar d' "insensats somnis de participació en assumptes d'administració interna". La seva rigidesa alienà sectors no particularment compromesos amb una ideologia afí a la revolució, que van ser causants de l'acceleració de la metxa de descontentament entre el poble, insatisfet des de feia temps.
Un d'aquests descontents es deia Lenin, un advocat que provenia de la regió de Simbirsk, el germà del qual, Aleksandr Uliànov, va ser executat en un intent d'assassinat del tsar Alexandre III el 1887.
Vladímir Ilitx Uliànov, més tard Lenin, va dur a terme activitats subversives a Sant Petersburg, va ser detingut, capturat i exiliat a Sibèria. Un cop alliberat, es va traslladar a Ginebra i Londres per fundar les bases del moviment comunista. L'aliment per als corrents revolucionaris com els que encapçalarien Lenin, Trotski i altres, eren la manca d'una política social més solidària de part dels governants, que va permetre que s'agreugessin els grans problemes històrics del règim tsarista: la pobresa de la pagesia, la distribució molt desigual de la terra i l'inexistent accés als càrrecs públics. Això seria el brou de cultiu en els sindicats de les indústries per als grups revolucionaris que ja estaven en gestació.

## Guerra amb el Japó

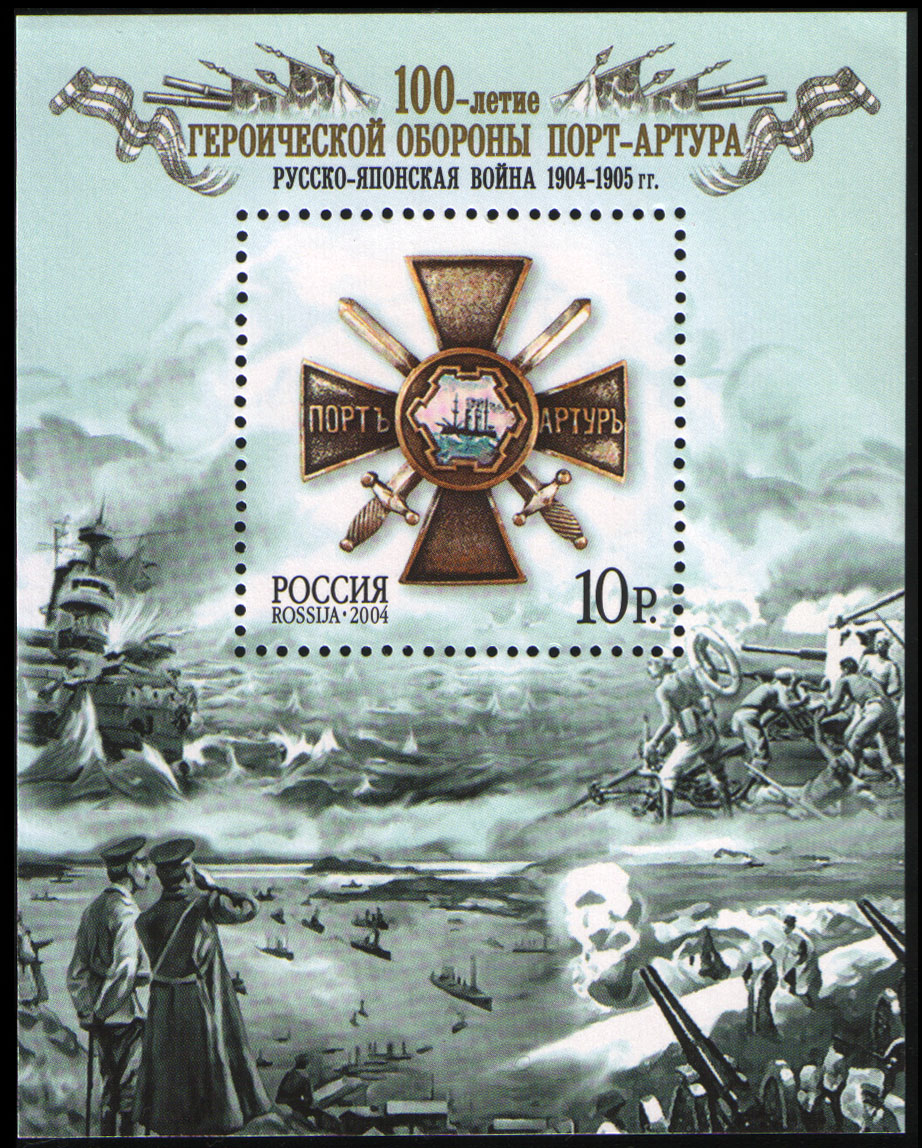
Segell del 2004, commemoratiu del setge de Port Arthur.

El Japó va emetre una declaració de guerra el 8 de febrer de 1904, però tres hores abans que el govern rus rebés la declaració de guerra del Japó, i sense previ avís, la Marina Imperial japonesa va atacar la flota russa de l'Extrem Orient a Port Arthur. i Vladivostok, i van propinar una severa derrota a la flota russa, una part de la qual va quedar semi enfonsada i tancada al port. Les pèrdues en unitats navals van superar el 70%.
El tsar Nicolau II va quedar bocabadat amb la notícia de l'atac. No podia creure que el Japó cometés un acte de guerra sense una declaració formal i els seus ministres li havien assegurat que els japonesos no lluitarien. Quan va arribar l'atac, segons Cecil Spring Rice, primer secretari de l'ambaixada britànica, va deixar el tsar "gairebé incrèdul".
Rússia va declarar la guerra al Japó vuit dies després. El Japó, en resposta, va fer referència a l'atac rus a Suècia el 1808 sense declaració de guerra, tot i que el requisit de mediar les disputes entre estats abans de començar les hostilitats es va fer el dret internacional el 1899, i de nou el 1907, a les Conferències de la Haia de 1899 i 1907.
Mal informat estratègicament i conceptual de la situació militar i naval del Japó, no avaluà la seva pròpia situació en el front oriental acabat d'obrir, en especial, la incompetència i inoperància absolutes dels almiralls russos que comandaven Port Arthur i Vladivostok. L'emperador, en un desesperat esforç, va mobilitzar la flota del Bàltic amb vaixells de guerra (costaners) inadequats per a alta mar, en un gran periple únic en la història, que la va portar a donar la volta a Europa i Àfrica i a tenir greus conflictes diplomàtics amb Anglaterra (incident del Dogger Bank). La seva aliada, França, també li va donar l'esquena en el transcurs de l'accidentat viatge i només va ser abastit per Alemanya. Després de gairebé any i mig de navegació arribaren a l'estret de Tsushima, on van ser ràpidament derrotats per les forces navals japoneses al comandament d'Tōgō Heihachirō.
Tot i que Rússia va patir diverses derrotes, el tsar estava convençut que Rússia podia guanyar si continuava lluitant; va optar per seguir compromès amb la guerra i esperar els resultats de certes batalles navals clau. Després de sufocar l'esperança de la victòria, va continuar la guerra per preservar la dignitat de Rússia evitant una "pau humiliant". Rússia va ignorar la voluntat japonesa d'acordar un armistici al principi i va rebutjar la idea de portar la disputa a la Cort Permanent d'Arbitratge de La Haia. La guerra va acabar amb el Tractat de Portsmouth (5 de setembre [julià 23 d'agost] de 1905), mediatitzat pel president dels Estats Units Theodore Roosevelt. La completa victòria de l'exèrcit japonès va sorprendre els observadors internacionals i va transformar l'equilibri de poder tant a l'Àsia oriental com a l'Europa de l'Est, cosa que va provocar l'aparició del Japó com a gran potència i el declivi de Rússia en el prestigi i la influència a Europa de l'Est. La pèrdua de vides sense la victòria i la humiliant derrota per a l'Imperi rus van contribuir al creixent malestar domèstic que va culminar amb la revolució russa de 1905 i va accelerar la desintegració de l'autocràcia russa. La guerra també va suposar la primera victòria d'un país asiàtic contra una potència occidental en l'època moderna.

## El Diumenge sagnant

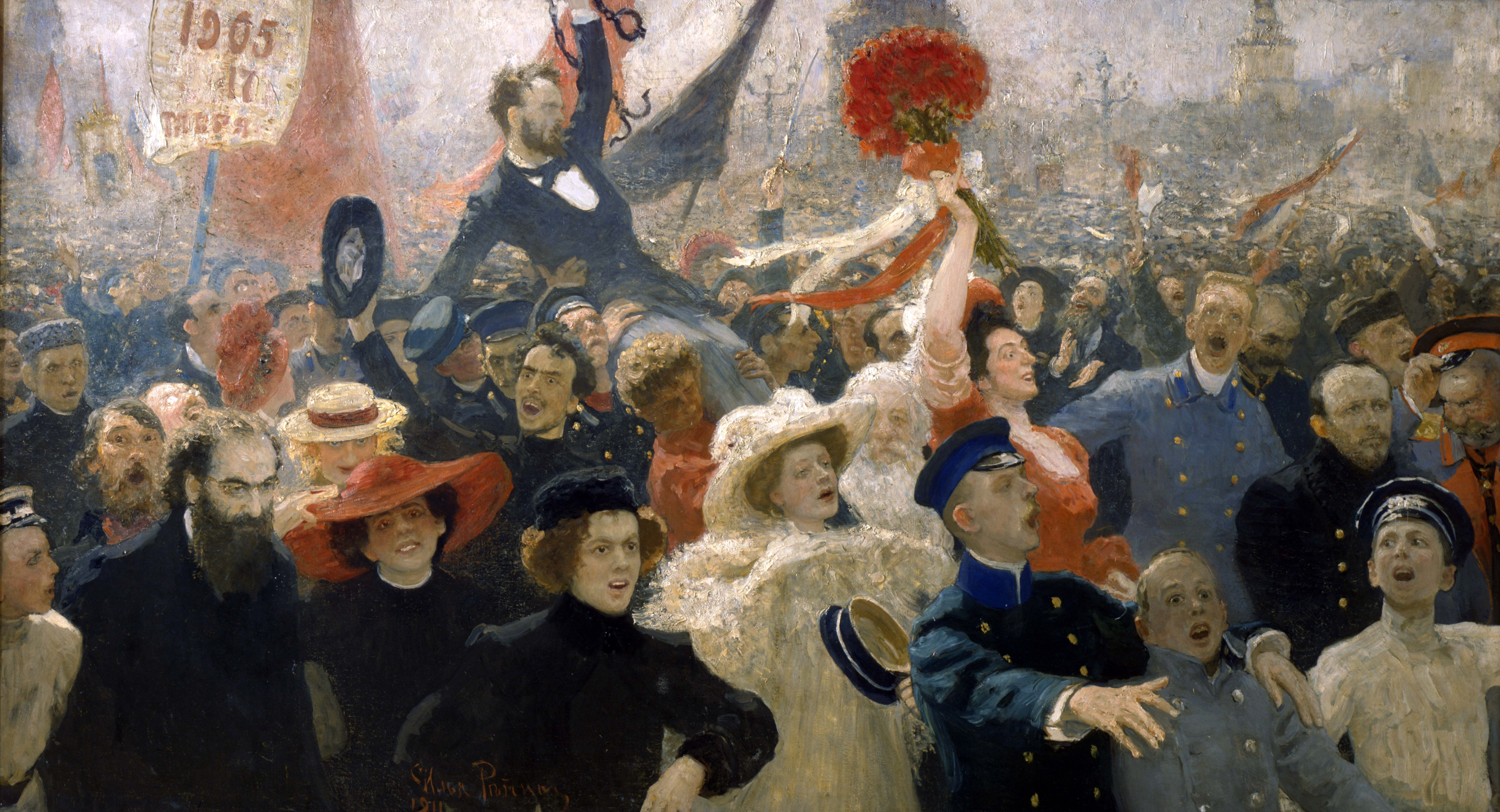
Manifestació, per Ilià Repin

Després de la derrota de Tsushima, Nicolau II va acceptar la mediació dels EUA per finalitzar el conflicte. Per a això va recórrer a un exministre del seu pare, Serguei Witte, que va ser enviat a Amèrica del Nord per negociar la pau amb el Japó. Tal va ser el maneig mediàtic de Witte, que va aconseguir treure avantatges aparents de la pau que el Japó volia imposar a Rússia i va tornar convertit pràcticament en una espècie d'heroi. Després de donar el seu informe a Nicolau II, aquest el va nomenar comte.
Però un fet greu faria capgirar la destinació a la dinastia Romanov: un capellà anomenat Yuri Gapón va aconseguir convocar una massa descontenta d'obrers i altres forces vives integrants del poble, que van organitzar una marxa informal per anar a lliurar una sèrie de peticions antiautocràtiques al tsar, que es trobava a Sant Petersburg (al Palau de Tsàrskoie Seló), el diumenge 22 de gener de 1905.
Quan la multitud va arribar als voltants del Palau d'Hivern cap a les 14 hores, es va trobar que el palau estava resguardat per tropes de cosacs, que havien estat convocats pel ministre de l'interior, el príncep Sviatpolsk Mirski. Quan van arribar a uns 100 m de l'entrada, els soldats van disparar a la massa i, a més, van atacar amb una càrrega de cavalleria cosaca. Com a conseqüència d'aquest atac s'estima que hi va haver 92 morts. Aquest fet va tenir repercussions insospitades, ja que va alimentar les espurnes primigènies de la revolució que els menxevics i bolxevics desitjaven que esclatés, com en efecte més endavant va succeir.
A més, era el moment perquè el tsar prengués una acció decisiva: o s'apagava la revolució i s'imposava la dictadura, o accedia a les peticions dels revolucionaris. Witte va tenir un paper gravitant i decisiu en el desenvolupament dels esdeveniments. Mirski va ser destituït i en el seu lloc es va nomenar Sergei Witte com a ministre d'interior en qualitat interina. A la llarga, aquest canvi atrauria la ruïna per a l'estabilitat del règim de Nicolau II.
En aquest mateix any hi va haver més atemptats. En un d'ells va morir un oncle de Nicolau II, el gran duc Sergi Romanov, espòs d'Ella (Isabel Hessen-Darmstadt), la germana de l'Emperadriu, i a més es van revoltar els mariners en els ports, com el cas del cuirassat Patiómkin. Una gran vaga va paralitzar la indústria i els revolucionaris, dirigits per Trotski, Lenin i altres agitadors marxistes, alimentaven la flama de la revolució. La situació no podia ser més complexa per a l'estabilitat i continuïtat del règim tsarista.

## La malaltia del tsarévitx
Malgrat tot, el principal problema d'ordre intern que Nicolau hagué d'afrontar fou el de la successió. Alexandra havia donat a llum quatre filles i no fou fins al cinquè fill -després de gairebé nou anys de matrimoni- que nasqué el tsarévitx. Batejat amb el nom d'Alexei, aviat donà mostres de patir hemofília, malaltia heretada de la seva mare a través de la reina Victòria I del Regne Unit. A causa de la fragilitat política, la Casa Imperial decidí no fer pública la notícia. Fins i tot molts membres de la Casa Imperial no coneixien amb exactitud la malaltia que patia el tsarévitx.

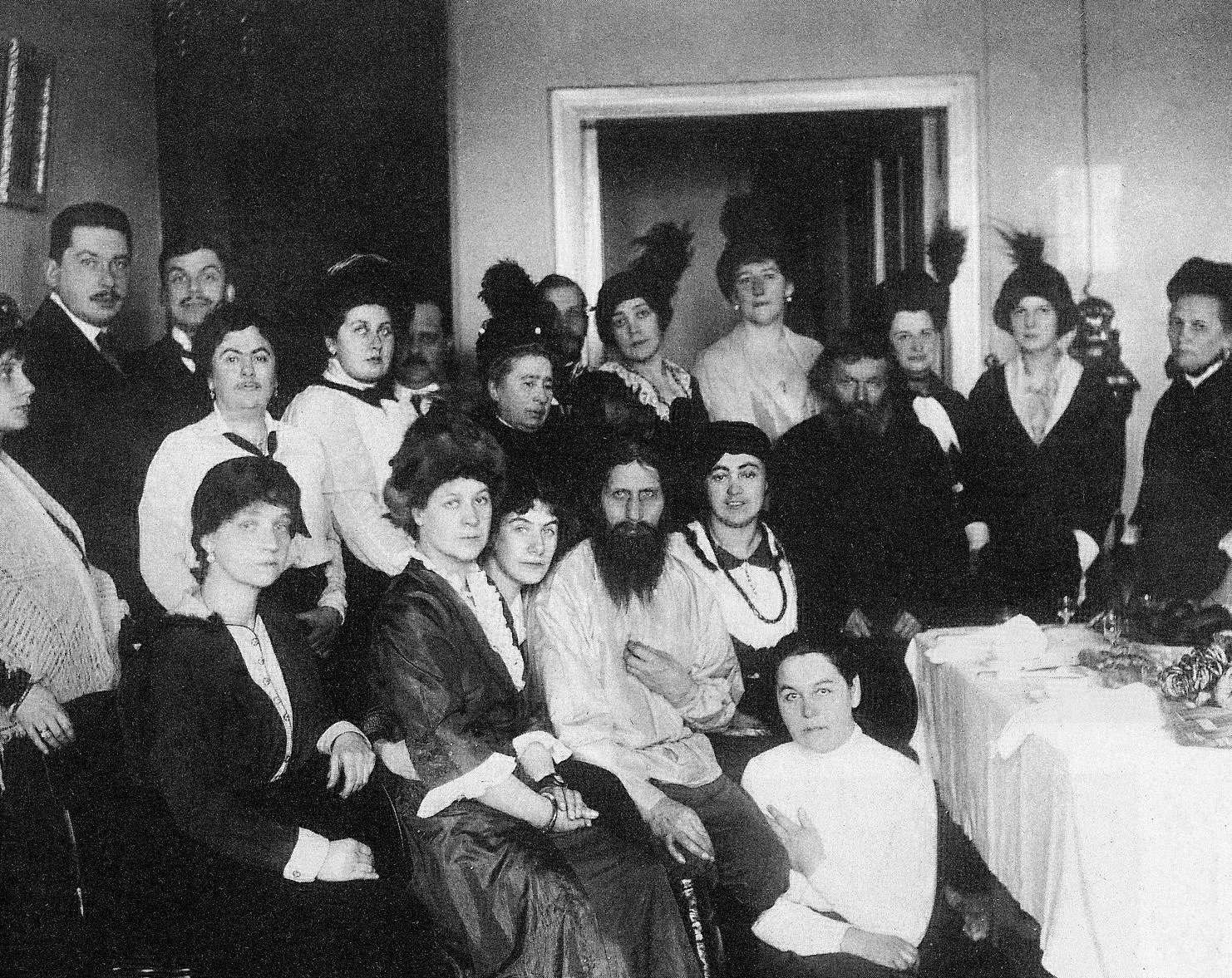
Rasputin rodejat d'admiradores.

Grigori Yefímovich Rasputin va aparèixer en els cercles monàrquics gràcies al contacte que va fer Anna Výrubova, la cortesana més propera a la tsarina a causa de la malaltia hemofílica que patia el seu fill Alexis. La influència que exercia sobre el nen li permetia controlar la malaltia de l'hereu al tron, de manera que aviat es va guanyar la confiança absoluta de la tsarina. Rasputin era una persona extraordinària, amb un grau d'encert molt notable en les seves prediccions, una barreja de beatitud i amistat molt convincent, però en contrapartida era també un ésser molt libidinós, gairebé maníac, que buscava el plaer sexual entre les consorts del palau.
Rasputin aviat va convertir la tsarina en la seva amiga i confident, fins al punt que ella considerava seriosament els consells que ell li donava. La raó d'aquesta influència poderosa era que l'Emperadriu considerava Rasputin un enviat de Déu. Aquesta situació va permetre Rasputin prendre un paper decisiu en els nomenaments ministerials. Se'l coneixia pel sobrenom de monjo boig, i el seu comportament cada vegada més egòlatra i desafiant va començar a suscitar odis entre la noblesa i especulacions de tota classe al poble.
Abans de la partida de Nicolau II al front alemany, Rasputin va predir que si ell moria a mans de gent de la seva família, ningú de la família de Nicolau li sobreviuria més de dos anys.
Finalment, va ser assassinat per un grup d'aristòcrates que l'havien convidat a una festa del 29 al 30 de desembre del 1916. Sembla demostrat que els seus assassins, amb el príncep Felix Yussupov al capdavant, li van donar pastissos i vins carregats de cianur. En veure que no l'afectaven prou, el príncep li va disparar al pit, li va colpejar el cap amb un bastó ple de plom i el va llançar al riu Neva. Es va comprovar que Rasputin va morir més tard ofegat.

## La Primera Guerra Mundial i la Revolució Russa
Després de l'assassinat de l'arxiduc Francesc Ferran d'Àustria per part de Gavrilo Princip, membre d'una associació nacionalista sèrbia coneguda com la Mà negra, a Sarajevo el 28 de juny de 1914, el moviment paneslavista es posà en marxa i exercí una enorme influència sobre el tsar per tal que aquest exercís de protector de Sèrbia. Nicolau, però, no volia desprotegir Sèrbia ni que això signifiqués quedar abocat a una guerra general.
L'Imperi Austrohongarès declarà la guerra a Sèrbia el dia 28 de juliol i mobilitzà el seu exèrcit el dia 30. Complint amb els compromisos de defensa mútua, Rússia també mobilitzà el seu exèrcit, tot i que encara no declarà la guerra a Àustria-Hongria. Com a conseqüència de la mobilització russa, Alemanya envià un ultimàtum a Rússia el dia 31, exigint l'aturada de les operacions en 12 hores. Com que el dia 1 d'agost el govern alemany no havia rebut cap resposta, Alemanya declarà la guerra a Rússia.
La guerra al front oriental començà amb la invasió russa de Prússia Oriental i de la Galítzia austrohongaresa. Aquest moviment ja era esperat per l'estat major alemany, la idea inicial del qual era aconseguir arribar a París en poques setmanes per després transferir tropes a l'est abans que Rússia pogués penetrar excessivament en territori alemany i austrohongarès. La penetració russa a Prússia la duien a terme el primer exèrcit sota el comandament de Paul von Rennenkampf, que atacà al nord-est de la zona lacustre del centre de Prússia, i el segon exèrcit sota el comandament d'Aleksandr Samsónov, que atacà al sud-oest. L'ofensiva russa no començà malament i Helmut von Moltke, el cap d'estat major alemany, substituí Prittwitz per Paul von Hindenburg i Erich Ludendorff, prefigurant la parella que mesos després es convertiria en el màxim poder a Alemanya. Tot i així l'avanç rus aviat perdé impuls, a causa de la dificultat dels subministraments, de les rivalitats entre Rennenkampf i Samsónov i d'una estructura de comandament especialment caòtica; finalment, l'ofensiva acabà amb un gran fracàs en la batalla de Tannenberg, finalitzada el 30 d'agost de 1914, donant la clau d'entrada als alemanys i austríacs a la Rússia blanca.
Al front austrohongarès les operacions russes tingueren més èxit. La mobilització austrohongaresa fou especialment lenta, ja que el cap d'estat major, Conrad von Hötzendorf, donà prioritat a la mobilització vora la frontera sèrbia i, esperant una ràpida ajuda alemanya, retardà el desplegament a la zona oriental. Malgrat uns primers enfrontaments favorables als austríacs a la batalla de Kraśnik i la batalla de Komarow), amb la batalla de Lemberg els russos aconseguiren que els austrohongaresos es retiressin progressivament cap a la línia defensiva dels Carpats i cap al riu Dunajec a l'est de Cracòvia. A començament d'octubre el front quedà més o menys estabilitzat, amb tota la Galítzia oriental, la Bucovina i una part de la Polònia meridional. Les tropes russes començaren a assetjar la fortalesa de Przemyśl, últim escull per amenaçar les línies cap a Cracòvia. Malgrat l'èxit alemany a la zona nord del front, la situació a Galítzia i Polònia a finals d'any era relativament preocupant per a les potències centrals, de manera que l'estat major alemany transferí un nombre considerable de tropes a la Polònia central, per alleugerir la pressió sobre les línies austrohongareses. La batalla del Vístula i la batalla de Łódź no milloraren la situació però evitaren posteriors penetracions russes a territori germànic. A la zona austrohongaresa els russos aconseguiren superar els Carpats durant febrer i març de 1915 amenaçant la planura hongaresa, i finalment capturaren la fortalesa de Przemyśl, que havia quedat aïllada emmig de territori controlat pels russos i sense que l'exèrcit austrohongarès tingués la capacitat de muntar una contraofensiva per recuperar la ciutat. La caiguda de Przemyśl i la captura de més de 100.000 presoners fou un cop molt dur per a la moral austrohongaresa.
Nicolau se centrà en la guerra, mentre que Alexandra ho feia en els afers interns. Els rumors de la influència de Rasputin sobre la tsarina en matèria política cada vegada augmentaven més. A més a més, Alexandra era alemanya d'origen i això despertava recels en el si de la població russa, que veia en la tsarina una traïdora. Tot plegat acabà amb l'assassinat de Rasputin per un grup de nobles liderats pel príncep Felix Yussupov el 16 de desembre de 1916. Malgrat tot, la població demanava de forma creixent la finalització de la guerra però el govern s'hi negava a conseqüència de les males posicions de l'exèrcit rus als diferents camps de batalla.
El govern monàrquic va començar a desintegrar-se amb gran rapidesa a partir del gener de 1917, la situació interna era difícil pel curs desfavorable de la guerra amb Alemanya i les instigacions revolucionàries, sumades a les intervencions polítiques de l'Emperadriu van fer que la quarta Duma cedís a la pressió dels revolucionaris i es formés un govern provisional, liderat per Kèrenski, un revolucionari d'estil moderat.
La situació explotà el mes de març de 1917 quan es produí la Revolució de Febrer que va conduir a l'abdicació del Tsar.

## Abdicació i presó

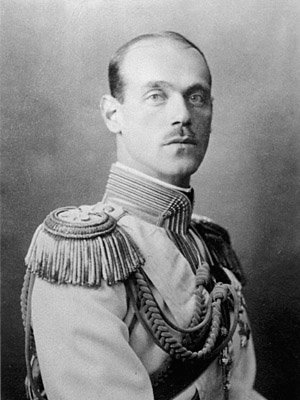
Germà de Nicolau, Miquel I

La decisió de formar el govern provisional va tenir acceptació en tots els estaments socials i militars, inclòs l'estat major de Nicolau II, que es va veure encaixonat amb la situació política greu que s'imposava a Petrograd. Per un instant, es va redactar l'abdicació en favor del seu fill Alexis, però donada la condició de salut i immaduresa de l'hereu, va canviar de parer. Nicolau II, incapaç de controlar la situació, va abdicar els seus drets i els del seu fill, el 20 de març de 1917, en favor del seu germà Miquel IV de Rússia. El gran duc Miquel va rebutjar l'oferiment hores després, i d'aquesta manera va donar fi a la dinastia Romanov i es va iniciar l'era dels soviets.
Nicolau es va deixar detenir sense oferir resistència al seu retorn de l'ensorrat front. Va tenir la sort de no ser tancat a la Fortalesa de Sant Pere i Sant Pau, i va ser confinat amb la seva dona i fills al palau Tsàrskoie Seló, als afores de Sant Petersburg, on va conservar alguns privilegis domèstics.
Aleksandr Kèrenski, que no era enemic consumat del tsar, sinó més aviat una persona objectiva i racional, va poder accedir a la veritable naturalesa de les personalitats dels deposats i va arribar a reconèixer que moltes de les acusacions i traïcions eren més aviat mites i falsedats populars. Fins i tot va arribar a apreciar-los en aquesta etapa, i va intentar buscar la seva sortida a l'estranger, però el nou govern dels Soviet de Petrograd va prohibir el seu exili. A tot això es va sumar el fet infaust que tant Anglaterra com Alemanya, i també la seva aliada França, ignoraren els requeriments d'exili.
L'agost de 1917, tement un intent d'assassinat, Kèrenski va exiliar els Romanov a Tobolsk, a Sibèria. Abans de marxar, Kèrenski previngué Nicolau: "Els soviets desitgen el meu cap, després vindran per vostè i la seva família".
A Tobolsk la família del tsar va gaudir d'una relativa llibertat de moviments, ja que el sector era promonàrquic, i fins i tot va tenir oportunitats de fugir o ser rescatada, ja que la guàrdia no era nombrosa. Alguns soldats van arribar a establir alguna relació amistosa amb els presoners.
El primer ministre britànic Lloyd George, a qui s'havia demanat asil, va declinar la proposta; també els francesos, que no desitjaven agreujar la ja complexa situació política d'Europa. Això segellaria finalment el fatídic destí dels Romanov.

## Assassinat i desaparició del tsar i la seva família

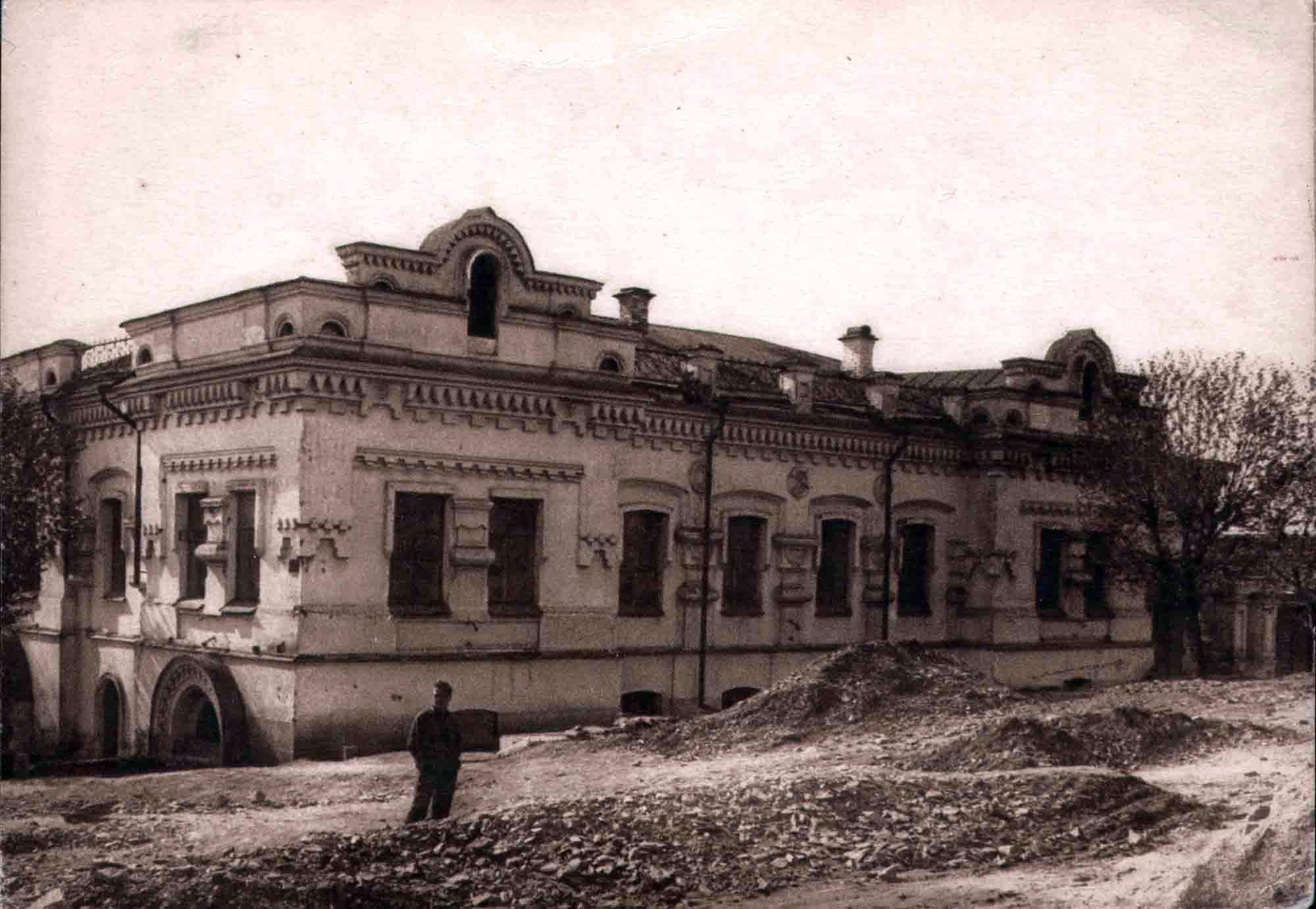
Casa Ipatiev on foren empresonats i assassinats els tsars

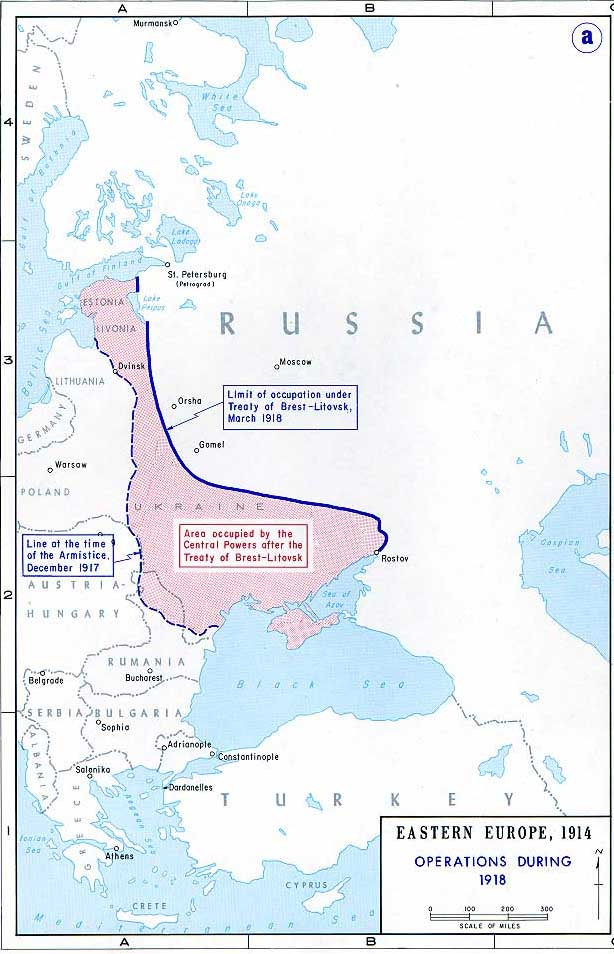
Territoris ocupats pel tractat de Brest-Litovsk

Lenin i els seus seguidors van entrar a territori rus mitjançant l'ajuda d'Alemanya; d'aquesta manera, Alemanya jutjava amb justa raó que Lenin provocaria l'enderrocament del feble govern provisional i la rendició de les forces russes per enfocar així les seves forces a occident, cosa que va passar amb el tractat de Brest-Litovsk; que també provocaria la fugida de Kèrenski.
En triomfar la Segona Revolució russa a l'octubre, en la qual els bolxevics —liderats per Lenin— van enderrocar el govern de Kèrenski, i el Soviet Central a càrrec de Iàkov Sverdlov, un personatge del cercle íntim de Lenin, i que estava a càrrec administrativament de la destinació del tsar, va ordenar primer el trasllat a Moscú de l'emperador deposat, però després es va instruir el trasllat de la família imperial a Iekaterinburg, que es trobava sota control del Soviet dels Urals amb suport de l'Exèrcit Roig.
El govern alemany havia proposat al Soviet que l'emperador ratifiqués el tractat de pau, però la seva segona intenció —oculta— era negociar la llibertat de Nicolau II per poder reimplantar posteriorment el règim monàrquic, ja que Alemanya s'havia adonat que la revolució socialista mundial proclamada per Lenin aviat arribaria a les masses populars alemanyes. Per aquesta raó se l'havia intentat enviar a Moscou en un primer moment. El Soviet, al corrent d'aquestes maniobres i temorós del que implicava la intenció, va prendre les provisions perquè mai es tornés a instal·lar el tsarisme a Rússia.

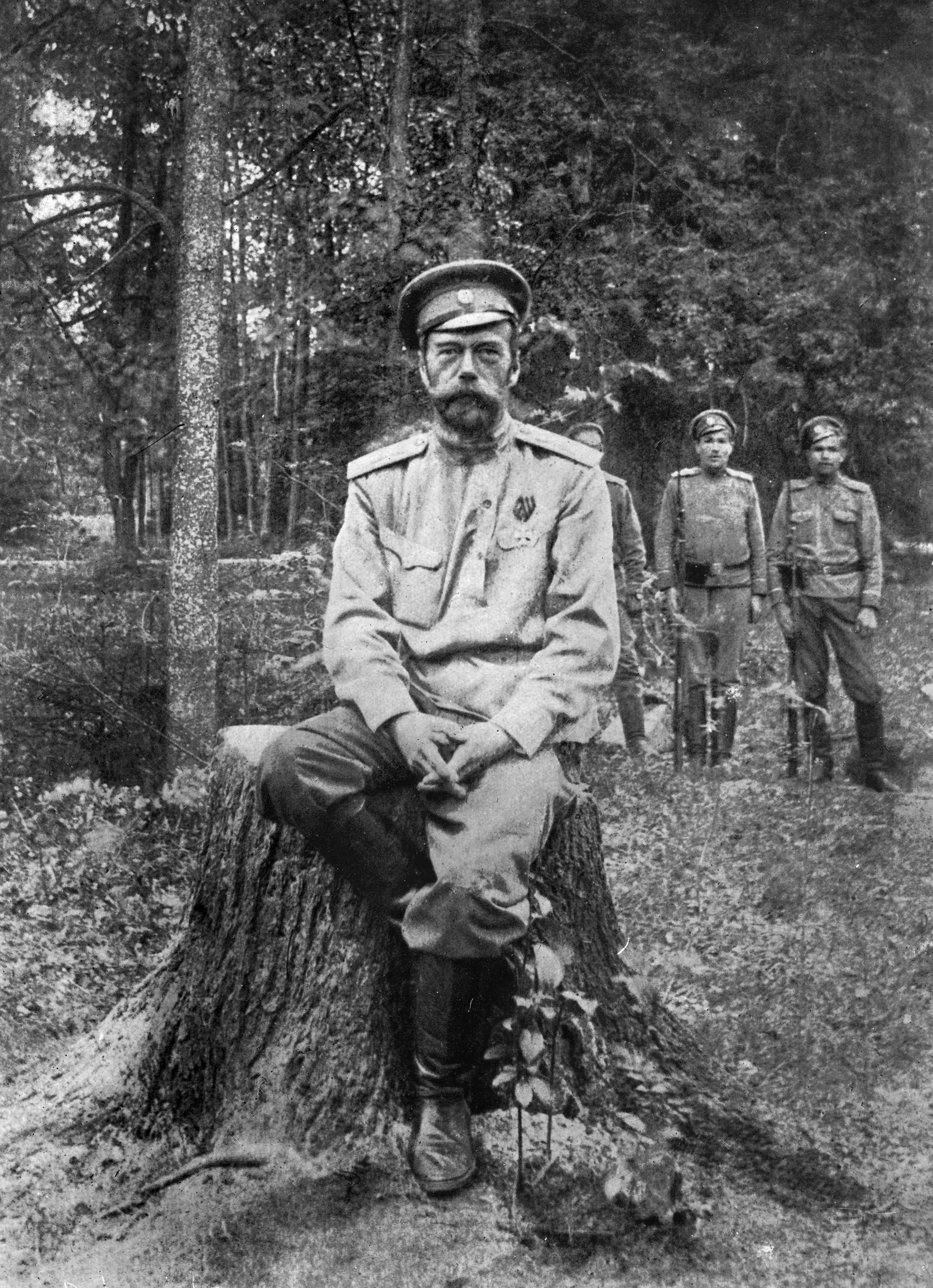
L'última fotografia del tsar en vida.

El 4 de juliol de 1918, davant l'avanç de la legió txecoslovaca cap a la ciutat, es va témer que aquestes tropes alliberessin la família i intentessin restaurar el règim del tsar. Un esquadró al comandament de Iàkov Yurovski va rellevar la guàrdia de la casa, i el 13 de juliol va rebre l'ordre del Soviet dels Urals d'afusellar tota la família.
A la mitjanit del 17 de juliol, el tsar, amb els integrants de la família, van ser portats al soterrani de la Casa Ipatiev on van ser afusellats, amb alguns servents propers, un metge lleial, i fins i tot el gos del nen. El pretext era que se'ls havia de fer una fotografia abans de sortir, o se'ls havia de traslladar.
Nicolau II va col·locar l'hereu als seus genolls mentre prenia seient al costat de la tsarina, les filles es van asseure al darrere i els servents i el metge, al costat, dempeus. Van passar uns instants i de sobte va entrar Iàkov Yurovski, revòlver en mà, i 17 soldats armats amb fusells i baionetes.
Quan Iàkov Yurovski aixecà el revòlver, va declarar al tsar que el poble rus l'havia condemnat a mort; el tsar va arribar a balbucejar: —"què?"—, i li disparà gairebé a boca de canó. El tsar va caure instantàniament mort, i tot seguit els fusellers varen efectuar una descàrrega tancada a la resta de la família. Les filles, que portaven cotilles estretes i a més en el seu interior anaven carregades de joies, no moriren immediatament i van ser rematades amb la baioneta. El tsar va morir a 50 anys acabats de complir.
Una de les serventes, que no havia rebut la primera descàrrega, va ser perseguida per dins de l'habitació i rematada a baionetades, i fins i tot la mascota va resultar morta d'un tret.
Posteriorment els cossos van ser portats en camions i dipositats en una mina abandonada. L'endemà, Yurovski, que temia que el rumor sobre l'afusellament induís a recuperar els cossos, va ordenar-ne el trasllat i destrucció per foc i àcid. Així mateix ordenà llençar-los a rases d'altres excavacions, ubicades 12 km fora de la ciutat, a la mina anomenada "els quatre germans".

### Comunicat oficial del Soviet dels Urals
"Decisió del Presídium del Consell de Diputats, Obrers, Camperols i Guàrdies Rojos dels Urals:
En vista del fet que bandes txecoslovaques amenaçaven la capital vermella dels Urals, Iekaterinburg, i que el botxí coronat podia escapar al tribunal del poble (acabava de ser descobert un complot de la Guàrdia Blanca per endur-se tota la família imperial) el Presídium del Comitè divisional, complint la voluntat del poble, va decidir que l'extsar Nicolau Romanov, culpable davant el poble d'innombrables crims sagnants, fos afusellat.
La decisió del Presídium del Comitè divisional es va dur a terme la nit entre el 16 i 17 de juliol. "

### Endós del Soviet Central
"Decisió del Presídium del Comitè Central Executiu de Totes les Rússies del 18 de juliol.
El Comitè Central Executiu dels Consells de Diputats d'Obrers, Camperols, Guàrdies Rojos i Cosacs, en la persona del seu president, aprova l'acció del Presídium del Consell dels Urals.
El president del Comitè Central Executiu, Sverdlov. "

## La troballa dels cossos
El 1979, els historiadors Aleksandr Avdonin i Geli Riábov van trobar la possible tomba de la família imperial al bosc de Koptiakí. Com que temien informar del descobriment, no ho van fer públic fins anys després. El 12 d'abril de 1989, els diaris informaven de la troballa. La tomba no va ser oberta fins al 1991 per les autoritats soviètiques, que van trobar en el seu interior nou cossos. Mitjançant l'examen dels esquelets, els científics soviètics van concloure que faltaven els cossos d'Aleix i la Gran Duquessa Maria. Les identificacions dels esquelets van ser confirmades posteriorment mitjançant anàlisi d'ADN.
Amb el seu assassinat (cap jutge o jurat no el va condemnar a mort, ni va ordenar la seva execució) pel moviment revolucionari dels bolxevics, durant la Segona Revolució russa es va extingir la dinastia Romanov. Està enterrat des de 1997 a la Catedral de Sant Pere i Sant Pau a Sant Petersburg juntament amb la resta de la família imperial i dels altres tsars russos.
El 2007 es va anunciar el descobriment dels cossos de Maria i Alexei, que, després de realitzar-les proves d'ADN, van ser enterrats al costat dels seus pares i germanes.

## Canonització

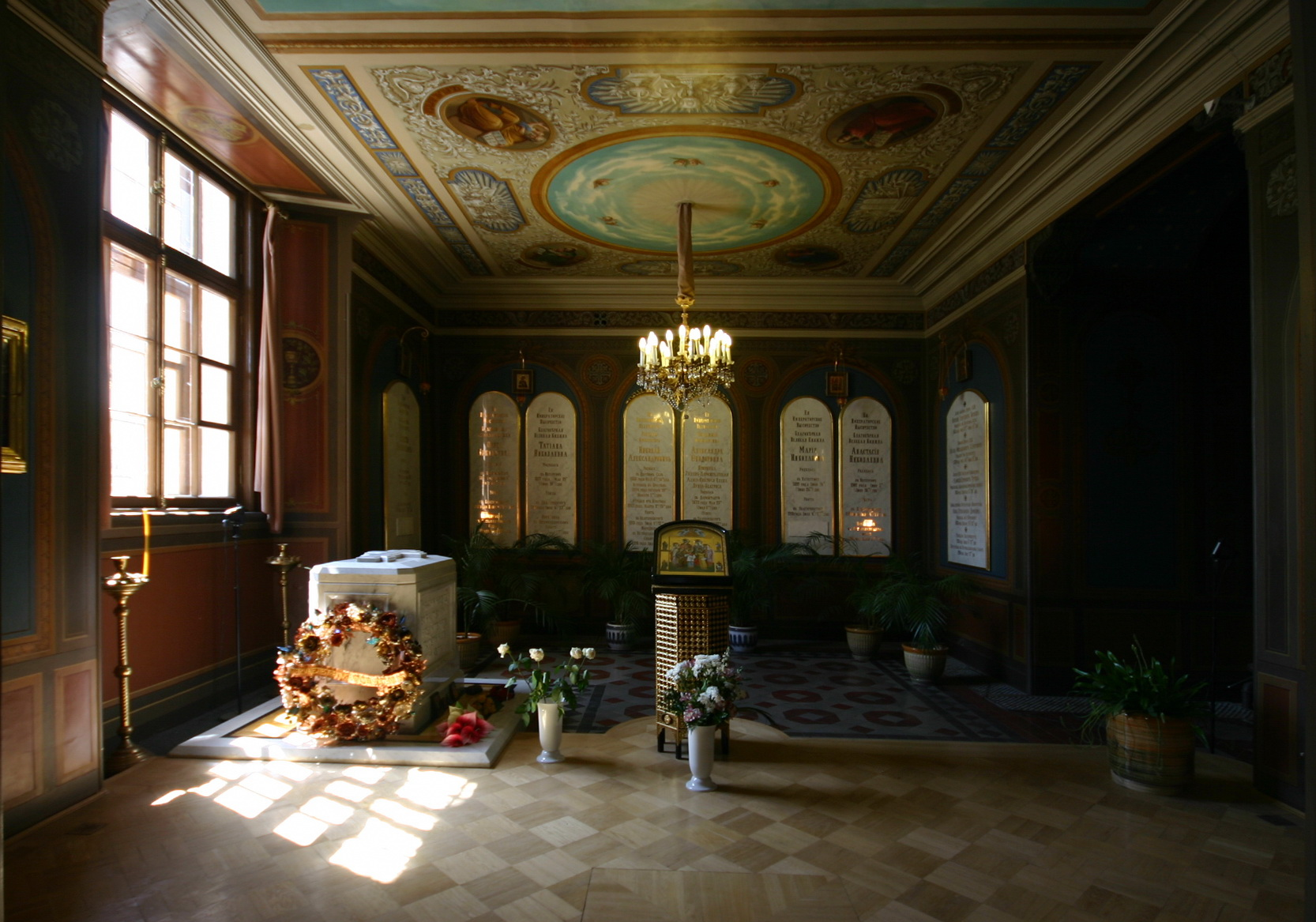
Tomba de Nicolau II i la seva família a Sant Petersburg

El 1981, l'Església Ortodoxa Russa a l'Exili va canonitzar els integrants de la família Romanov, una decisió ratificada l'agost de 2000 pel sínode de l'Ortodòxia Russa. Des de 1998 les seves restes reposen a la Catedral de Sant Pere i Sant Pau de Sant Petersburg.

## Rehabilitació
L'1 d'octubre de 2008 el Tribunal Suprem de Justícia de la Federació de Rússia va rehabilitar Nicolau II i la seva família, i va declarar que eren unes víctimes més de la repressió política bolxevic, una decisió molt esperada pels descendents de la família imperial i l'Església Ortodoxa Russa.
D'acord amb el veredicte pronunciat pel jutge, el Tribunal Suprem va qualificar d'infundada la repressió i va establir la rehabilitació de Nicolau Romanov (Nicolau II), Alexandra Romanov (la seva dona), Alexis, el príncep hereu (tsarévitx) i les seves filles Olga, Tatiana, Maria i Anastàsia.
Aquesta decisió respon favorablement a una denúncia presentada el 2005 per l'advocat de la Gran Duquessa Maria Vladimirovna, que afirma ser l'hereva de Nicolau II. La família va expressar «alegria i satisfacció», va dir el seu portaveu, Ivan Artsichevski, representant d'una altra branca de descendents dels Romanov. També va acollir amb beneplàcit la decisió de reduir al mínim el seu àmbit d'aplicació: «El fet que l'Estat hagi reconegut la seva responsabilitat en aquest assassinat és un pas cap a un penediment general i la de rehabilitació de totes les víctimes innocents dels bolxevics».